# Braås
Braås – miejscowość (tätort) w Szwecji, w regionie administracyjnym (län) Kronoberg, w gminie Växjö.
Według danych Szwedzkiego Urzędu Statystycznego liczba ludności wyniosła: 1692 (31 grudnia 2015), 1743 (31 grudnia 2018) i 1757 (31 grudnia 2019).